# Oskar Tenge
Carl Christian Oskar Tenge (* 18. Juni 1832 in Oldenburg; † 9. November 1913 ebenda) war ein deutscher Oberdeichgräfe und Oberbaurat, tätig im Großherzogtum Oldenburg.

## Leben
Tenge war der Sohn des Justizkanzleirats Christian Tenge (1797–1868). Er besuchte das Polytechnikum in Braunschweig und trat 1861 als Weg- und Wasserbaukondukteur in den oldenburgischen Staatsdienst.  1868 wurde er zum Weg- und Wasserbauinspektor und Baumeister für den Bezirk Stollhamm ernannt. 1876 folgte die Beförderung zum Oberinspektor und Bezirksbaumeister von Jever. 1886 erhielt er den Titel Baurat und wurde 1887 mit dem Titel Deichgräfe als Mitglied in die Baudirektion berufen. 1894 folgte die Berufung zum Oberdeichgräfen. Unter Tenges Leitung erfolgte von 1893 bis 1899 die letzte große Korrektur des Verlaufs der Hunte. 1903 erhielt er die Ernennung zum Geheimen Oberbaurat und Vortragenden Rat im Departement des Innern innerhalb des oldenburgischen Staatsministeriums. Anfang 1908 trat er in den Ruhestand.
Nicht nur beruflich befasste sich Tenge mit dem Wasserbau, sondern widmete dieser Disziplin auch ein eher privates historisches Forschungsinteresse. Er veröffentlichte mehrere deichgeschichtliche Arbeiten nach großenteils selbst durchgeführten Archivstudien. Weiterhin interessierte er sich für die Historie und Bautechnik profaner und sakraler Bau- und Kunstdenkmäler des Großherzogtums. Auch hierzu veröffentlichte er einige Schriften.
Er war vielfältig in Vereinen tätig, unter anderem war er Mitglied des Architekten- und Ingenieurvereins zu Hannover, des Technischen Vereins zu Oldenburg, des Oldenburger Landesvereins für Altertumskunde und Landesgeschichte sowie der oldenburgischen Literarischen Gesellschaft von 1779.

## Ehrungen
Tenge wurde mehrfach ausgezeichnet, so erhielt er unter anderem 1902 das Ehren-Ritterkreuz 1. Klasse des Oldenburgischen Haus- und Verdienstordens des Herzogs Peter Friedrich Ludwig und 1906 den Preußischen Kronenorden 2. Klasse mit Stern.

## Familie
Am 2. Oktober 1862 heiratete Tenge Julie Goldschmidt (1840–1923), eine Tochter des Arztes Jonas Goldschmidt (1806–1900).

## Schriften (Auswahl)
- Die Deiche und Uferwerke im zweiten Bezirk des zweiten Oldenburgischen Deichbandes. Oldenburg, 1878.
- Der Jeversche Deichband. Oldenburg, 1884. 2. Auflage: 1898.
- Die Alterthümer und Kunstdenkmäler des Jeverlandes. Oldenburg, 1885.
- Die Korrektion der unteren Hunte und ihre Vorgeschichte. Veröffentlicht in: Zeitschrift für Verwaltung und Rechtspflege im Großherzogthum Oldenburg. Ausgabe 23, 1896, S. 142–168.
- Mitarbeit an: Die Bau- und Kunstdenkmäler des Herzogtums Oldenburg. Hefte 1–5, Oldenburg, 1896–1909.
- Korrektion der Hunte unterhalb Oldenburg. Münster, 1902.
- Das oldenburgische Deich- und Sielwesen. Veröffentlicht in: Zentralblatt für Wasserbau und Wasserwirtschaft. Ausgabe 3, 1908, S. 513–517.
- Der Butjadinger Deichband. Oldenburg. 1912.

Sein Nachlass befindet sich in der Landesbibliothek Oldenburg.